# Llista de topònims de Rasquera
Llista de topònims (noms propis de lloc) del municipi de Rasquera, a la Ribera d'Ebre
Informació actualitzada per un bot. Els canvis manuals es perdran quan s'actualitzi!

## cabana
| imatge | Nom                            | Ubicat a | instància de | Detalls | coordenades                                                          | Protecció | Commons (més fotos) | Dades a WD                    |
| ------ | ------------------------------ | -------- | ------------ | ------- | -------------------------------------------------------------------- | --------- | ------------------- | ----------------------------- |
|        | Burgar del Mestret             | Rasquera | cabana       |         | 40° 56′ 42″ N, 0° 38′ 58″ E / 40.94504°N,0.64954°E                   |           |                     | Modifica les dades a Wikidata |
|        | Corral nou del Provincial      | Rasquera | cabana       |         | 40° 59′ 12″ N, 0° 38′ 36″ E / 40.9865799075628°N,0.643433004856614°E |           |                     | Modifica les dades a Wikidata |
|        | caseta de Bernardo             | Rasquera | cabana       |         | 41° 00′ 22″ N, 0° 36′ 17″ E / 41.0060322541991°N,0.604846226643277°E |           |                     | Modifica les dades a Wikidata |
|        | caseta de Cinto                | Rasquera | cabana       |         | 41° 01′ 19″ N, 0° 36′ 09″ E / 41.0220147624483°N,0.602435456334946°E |           |                     | Modifica les dades a Wikidata |
|        | caseta de Flori                | Rasquera | cabana       |         | 41° 00′ 45″ N, 0° 36′ 59″ E / 41.0124346934805°N,0.616493515482902°E |           |                     | Modifica les dades a Wikidata |
|        | caseta de Futxo                | Rasquera | cabana       |         | 41° 01′ 05″ N, 0° 36′ 21″ E / 41.0180145870189°N,0.605850939060919°E |           |                     | Modifica les dades a Wikidata |
|        | caseta de Joan de Maria Teresa | Rasquera | cabana       |         | 41° 00′ 37″ N, 0° 36′ 52″ E / 41.0102923450386°N,0.614382860497494°E |           |                     | Modifica les dades a Wikidata |
|        | caseta de Joan de Roc          | Rasquera | cabana       |         | 41° 00′ 21″ N, 0° 36′ 38″ E / 41.0058733927243°N,0.610642405542524°E |           |                     | Modifica les dades a Wikidata |
|        | caseta de Joan de Vero         | Rasquera | cabana       |         | 41° 00′ 42″ N, 0° 37′ 06″ E / 41.0116644661311°N,0.618447638745509°E |           |                     | Modifica les dades a Wikidata |
|        | caseta de Josep d'Anguil       | Rasquera | cabana       |         | 41° 00′ 30″ N, 0° 37′ 02″ E / 41.0083243018077°N,0.617212465435939°E |           |                     | Modifica les dades a Wikidata |
|        | caseta de Margot               | Rasquera | cabana       |         | 41° 00′ 43″ N, 0° 36′ 35″ E / 41.0118253584808°N,0.609690016804086°E |           |                     | Modifica les dades a Wikidata |
|        | caseta de Miquel de Carbó      | Rasquera | cabana       |         | 41° 00′ 13″ N, 0° 36′ 45″ E / 41.0035882393646°N,0.612508425708529°E |           |                     | Modifica les dades a Wikidata |
|        | caseta de Pepe de Dent         | Rasquera | cabana       |         | 41° 00′ 32″ N, 0° 37′ 04″ E / 41.0089554056968°N,0.617677229800391°E |           |                     | Modifica les dades a Wikidata |
|        | caseta de Pepe de Manello      | Rasquera | cabana       |         | 41° 00′ 20″ N, 0° 36′ 52″ E / 41.0056614635713°N,0.614324060726682°E |           |                     | Modifica les dades a Wikidata |
|        | caseta de Pere de Flàvia       | Rasquera | cabana       |         | 41° 00′ 54″ N, 0° 36′ 32″ E / 41.0150596929125°N,0.608859544986959°E |           |                     | Modifica les dades a Wikidata |
|        | caseta de Ponç                 | Rasquera | cabana       |         | 41° 00′ 55″ N, 0° 36′ 58″ E / 41.0153449239687°N,0.616103161480853°E |           |                     | Modifica les dades a Wikidata |
|        | caseta de Pupil del Foc        | Rasquera | cabana       |         | 41° 00′ 07″ N, 0° 36′ 36″ E / 41.0018957274006°N,0.609942009874596°E |           |                     | Modifica les dades a Wikidata |
|        | caseta de Ramon de Perdigons   | Rasquera | cabana       |         | 41° 01′ 11″ N, 0° 36′ 12″ E / 41.0197177576007°N,0.603291811699304°E |           |                     | Modifica les dades a Wikidata |
|        | caseta de Rana                 | Rasquera | cabana       |         | 41° 01′ 02″ N, 0° 36′ 24″ E / 41.0171693207191°N,0.606785355255047°E |           |                     | Modifica les dades a Wikidata |
|        | caseta de Sandro               | Rasquera | cabana       |         | 41° 00′ 17″ N, 0° 36′ 22″ E / 41.004716390763°N,0.606106654686591°E  |           |                     | Modifica les dades a Wikidata |
|        | caseta de Santi                | Rasquera | cabana       |         | 41° 00′ 51″ N, 0° 36′ 42″ E / 41.014126593866°N,0.61164023463791°E   |           |                     | Modifica les dades a Wikidata |
|        | caseta de Santiago             | Rasquera | cabana       |         | 41° 00′ 17″ N, 0° 36′ 41″ E / 41.0046171501978°N,0.611306073835858°E |           |                     | Modifica les dades a Wikidata |
|        | caseta de Trendo               | Rasquera | cabana       |         | 41° 00′ 29″ N, 0° 36′ 42″ E / 41.0080668750083°N,0.61174027449519°E  |           |                     | Modifica les dades a Wikidata |
|        | caseta de Turín                | Rasquera | cabana       |         | 41° 00′ 13″ N, 0° 36′ 25″ E / 41.0037456038366°N,0.607069193337637°E |           |                     | Modifica les dades a Wikidata |
|        | caseta de l'Escoda             | Rasquera | cabana       |         | 41° 00′ 05″ N, 0° 36′ 44″ E / 41.001472297356°N,0.612109260138037°E  |           |                     | Modifica les dades a Wikidata |
|        | caseta de la Llebre            | Rasquera | cabana       |         | 41° 00′ 20″ N, 0° 36′ 16″ E / 41.0056185926781°N,0.604445065265648°E |           |                     | Modifica les dades a Wikidata |
|        | caseta del Cisco de Benifallet | Rasquera | cabana       |         | 41° 00′ 06″ N, 0° 36′ 56″ E / 41.0016884005343°N,0.615585003358947°E |           |                     | Modifica les dades a Wikidata |
|        | caseta del Mingo de les Pastes | Rasquera | cabana       |         | 41° 01′ 08″ N, 0° 36′ 17″ E / 41.0189534126842°N,0.604651476007622°E |           |                     | Modifica les dades a Wikidata |
|        | caseta del Ramos               | Rasquera | cabana       |         | 41° 01′ 11″ N, 0° 36′ 41″ E / 41.0196243413075°N,0.611370182704963°E |           |                     | Modifica les dades a Wikidata |
|        | casetes de Pellissa            | Rasquera | cabana       |         | 41° 00′ 03″ N, 0° 37′ 51″ E / 41.0008218416288°N,0.630774848676694°E |           |                     | Modifica les dades a Wikidata |
|        | corral de Manel de les Pastes  | Rasquera | cabana       |         | 41° 00′ 54″ N, 0° 36′ 10″ E / 41.015004511594°N,0.60273735238337°E   |           |                     | Modifica les dades a Wikidata |
|        | corral del Comte               | Rasquera | cabana       |         | 41° 00′ 09″ N, 0° 37′ 40″ E / 41.0024165719109°N,0.627733470529287°E |           |                     | Modifica les dades a Wikidata |
|        | era de Joan del Cego           | Rasquera | cabana       |         | 40° 57′ 01″ N, 0° 37′ 59″ E / 40.950254976828°N,0.63294073969931°E   |           |                     | Modifica les dades a Wikidata |
|        | era de la Seniola de Miquelet  | Rasquera | cabana       |         | 40° 58′ 10″ N, 0° 37′ 51″ E / 40.9695414550344°N,0.630848988607641°E |           |                     | Modifica les dades a Wikidata |

## cova
| imatge | Nom              | Ubicat a | instància de | Detalls | coordenades                                                          | Protecció | Commons (més fotos) | Dades a WD                    |
| ------ | ---------------- | -------- | ------------ | ------- | -------------------------------------------------------------------- | --------- | ------------------- | ----------------------------- |
|        | Cova Currana     | Rasquera | cova         |         | 40° 57′ 03″ N, 0° 35′ 43″ E / 40.9509008796749°N,0.595400279277413°E |           |                     | Modifica les dades a Wikidata |
|        | Cova Llòbrega    | Rasquera | cova         |         | 40° 57′ 28″ N, 0° 35′ 36″ E / 40.9577557441528°N,0.59326226692353°E  |           |                     | Modifica les dades a Wikidata |
|        | cova del Paisà   | Rasquera | cova         |         | 40° 56′ 58″ N, 0° 36′ 54″ E / 40.9493563129038°N,0.615129327688796°E |           |                     | Modifica les dades a Wikidata |
|        | cova dels Coloms | Rasquera | cova         |         | 40° 56′ 36″ N, 0° 35′ 52″ E / 40.9433688542315°N,0.597894972594554°E |           |                     | Modifica les dades a Wikidata |

## església
| imatge | Nom                                        | Ubicat a | instància de    | Detalls                     | coordenades                                                   | Protecció                                  | Commons (més fotos)            | Dades a WD                    |
| ------ | ------------------------------------------ | -------- | --------------- | --------------------------- | ------------------------------------------------------------- | ------------------------------------------ | ------------------------------ | ----------------------------- |
|        | Ermita de Sant Domènech                    | Rasquera | església ermita | Estil: arquitectura popular | 40° 59′ 57″ N, 0° 35′ 50″ E / 40.9993°N,0.597314°E            | bé cultural d'interès local                | Sant Domingo de Rasquera       | Modifica les dades a Wikidata |
|        | església de Sant Joan Baptista de Rasquera | Rasquera | església        | Estil: arquitectura barroca | 41° 00′ 05″ N, 0° 35′ 51″ E / 41.001306°N,0.597469°E 174 msnm | bé integrant del patrimoni cultural català | Sant Joan Baptista de Rasquera | Modifica les dades a Wikidata |

## font
| imatge | Nom                   | Ubicat a | instància de | Detalls | coordenades                                                          | Protecció | Commons (més fotos) | Dades a WD                    |
| ------ | --------------------- | -------- | ------------ | ------- | -------------------------------------------------------------------- | --------- | ------------------- | ----------------------------- |
|        | font de Cosp          | Rasquera | font         |         | 40° 57′ 39″ N, 0° 35′ 17″ E / 40.9607533645106°N,0.588008477531665°E |           |                     | Modifica les dades a Wikidata |
|        | font de la Caparrella | Rasquera | font         |         | 40° 56′ 45″ N, 0° 36′ 38″ E / 40.9457064507107°N,0.610687232920588°E |           |                     | Modifica les dades a Wikidata |
|        | font de la Portella   | Rasquera | font         |         | 40° 57′ 11″ N, 0° 36′ 13″ E / 40.95295020451°N,0.60361502574096°E    |           |                     | Modifica les dades a Wikidata |

## forn de calç
| imatge | Nom                          | Ubicat a | instància de | Detalls                     | coordenades | Protecció                                  | Commons (més fotos) | Dades a WD                    |
| ------ | ---------------------------- | -------- | ------------ | --------------------------- | ----------- | ------------------------------------------ | ------------------- | ----------------------------- |
|        | Forn de les Dous             | Rasquera | forn de calç | Estil: arquitectura popular |             | bé integrant del patrimoni cultural català |                     | Modifica les dades a Wikidata |
|        | Forn del Pont de la Fortrina | Rasquera | forn de calç | Estil: arquitectura popular |             | bé integrant del patrimoni cultural català |                     | Modifica les dades a Wikidata |

## forn de guix
| imatge | Nom                              | Ubicat a | instància de | Detalls                     | coordenades | Protecció                                  | Commons (més fotos) | Dades a WD                    |
| ------ | -------------------------------- | -------- | ------------ | --------------------------- | ----------- | ------------------------------------------ | ------------------- | ----------------------------- |
|        | Forn de guix Cardó I             | Rasquera | forn de guix | Estil: arquitectura popular |             | bé integrant del patrimoni cultural català |                     | Modifica les dades a Wikidata |
|        | Forn de guix d'Aiguadins         | Rasquera | forn de guix | Estil: arquitectura popular |             | bé integrant del patrimoni cultural català |                     | Modifica les dades a Wikidata |
|        | Forn de guix de la Deixalleria   | Rasquera | forn de guix | Estil: arquitectura popular |             | bé integrant del patrimoni cultural català |                     | Modifica les dades a Wikidata |
|        | Forn de guix de les Rasqueres    | Rasquera | forn de guix | Estil: arquitectura popular |             | bé integrant del patrimoni cultural català |                     | Modifica les dades a Wikidata |
|        | Forn de guix de les Rasqueres II | Rasquera | forn de guix | Estil: arquitectura popular |             | bé integrant del patrimoni cultural català |                     | Modifica les dades a Wikidata |

## granja
| imatge | Nom                          | Ubicat a | instància de | Detalls | coordenades                                                          | Protecció | Commons (més fotos) | Dades a WD                    |
| ------ | ---------------------------- | -------- | ------------ | ------- | -------------------------------------------------------------------- | --------- | ------------------- | ----------------------------- |
|        | Granja de Sangal             | Rasquera | granja       |         | 40° 59′ 28″ N, 0° 37′ 41″ E / 40.9910547510853°N,0.627986456359768°E |           |                     | Modifica les dades a Wikidata |
|        | Granja de Sangol             | Rasquera | granja       |         | 41° 00′ 06″ N, 0° 36′ 00″ E / 41.0015975173855°N,0.599930182296654°E |           |                     | Modifica les dades a Wikidata |
|        | Granja de l'Antònio de Fonta | Rasquera | granja       |         | 41° 01′ 03″ N, 0° 36′ 39″ E / 41.0176209677257°N,0.610752854076508°E |           |                     | Modifica les dades a Wikidata |
|        | Granja de la Carnissera      | Rasquera | granja       |         | 41° 00′ 46″ N, 0° 36′ 24″ E / 41.0128184530043°N,0.606764531591985°E |           |                     | Modifica les dades a Wikidata |

## masia
| imatge | Nom                           | Ubicat a | instància de | Detalls | coordenades                                                          | Protecció | Commons (més fotos) | Dades a WD                    |
| ------ | ----------------------------- | -------- | ------------ | ------- | -------------------------------------------------------------------- | --------- | ------------------- | ----------------------------- |
|        | Casa Gran                     | Rasquera | masia        |         | 40° 59′ 52″ N, 0° 37′ 02″ E / 40.9979146460302°N,0.617337920166141°E |           |                     | Modifica les dades a Wikidata |
|        | Casa de Romà                  | Rasquera | masia        |         | 40° 57′ 54″ N, 0° 38′ 44″ E / 40.9651164614205°N,0.645670578308964°E |           |                     | Modifica les dades a Wikidata |
|        | Caseta d'en Bruc              | Rasquera | masia        |         | 40° 57′ 59″ N, 0° 35′ 54″ E / 40.9664518260057°N,0.598210276428642°E |           |                     | Modifica les dades a Wikidata |
|        | Caseta de Canterer            | Rasquera | masia        |         | 40° 58′ 33″ N, 0° 36′ 37″ E / 40.975838208889°N,0.610384129037409°E  |           |                     | Modifica les dades a Wikidata |
|        | Caseta de Cinto de Rango      | Rasquera | masia        |         | 41° 01′ 19″ N, 0° 36′ 43″ E / 41.0218950129291°N,0.611847063817917°E |           |                     | Modifica les dades a Wikidata |
|        | Caseta de Cisco de la Coixa   | Rasquera | masia        |         | 41° 00′ 35″ N, 0° 37′ 29″ E / 41.0097134153555°N,0.624724875058091°E |           |                     | Modifica les dades a Wikidata |
|        | Caseta de Cisco de les Galles | Rasquera | masia        |         | 40° 57′ 55″ N, 0° 35′ 47″ E / 40.9654046663141°N,0.596370799603095°E |           |                     | Modifica les dades a Wikidata |
|        | Caseta de Joan de Múnia       | Rasquera | masia        |         | 41° 00′ 50″ N, 0° 36′ 21″ E / 41.0138154923672°N,0.605765224509986°E |           |                     | Modifica les dades a Wikidata |
|        | Caseta de Josep de Llorenç    | Rasquera | masia        |         | 40° 56′ 42″ N, 0° 38′ 46″ E / 40.945129108228°N,0.646095858773527°E  |           |                     | Modifica les dades a Wikidata |
|        | Caseta de Martí               | Rasquera | masia        |         | 40° 59′ 58″ N, 0° 37′ 09″ E / 40.9993485186317°N,0.619164690760373°E |           |                     | Modifica les dades a Wikidata |
|        | Caseta de Pardal              | Rasquera | masia        |         | 41° 01′ 17″ N, 0° 36′ 57″ E / 41.021417486084°N,0.615753266864195°E  |           |                     | Modifica les dades a Wikidata |
|        | Caseta del Torner             | Rasquera | masia        |         | 40° 58′ 11″ N, 0° 35′ 50″ E / 40.9695941168318°N,0.597288194649318°E |           |                     | Modifica les dades a Wikidata |
|        | Corral vell de Manxol         | Rasquera | masia        |         | 40° 56′ 51″ N, 0° 38′ 47″ E / 40.9475921200627°N,0.646293457181655°E |           |                     | Modifica les dades a Wikidata |
|        | Cosp de Múrria                | Rasquera | masia        |         | 40° 57′ 59″ N, 0° 35′ 37″ E / 40.9662999654453°N,0.593522059192972°E |           |                     | Modifica les dades a Wikidata |
|        | Cosp de Roc                   | Rasquera | masia        |         | 40° 58′ 09″ N, 0° 35′ 46″ E / 40.969146085656°N,0.596104236705691°E  |           |                     | Modifica les dades a Wikidata |
|        | Cosp de Tono                  | Rasquera | masia        |         | 40° 57′ 57″ N, 0° 35′ 54″ E / 40.9659475582762°N,0.598216687606871°E |           |                     | Modifica les dades a Wikidata |
|        | Gavatxons                     | Rasquera | masia        |         | 40° 59′ 17″ N, 0° 38′ 07″ E / 40.9881143134872°N,0.63523586967695°E  |           |                     | Modifica les dades a Wikidata |
|        | Mas d'Arturo de Peret         | Rasquera | masia        |         | 40° 57′ 13″ N, 0° 38′ 15″ E / 40.9535075051997°N,0.637374777704108°E |           |                     | Modifica les dades a Wikidata |
|        | Mas d'Eixoriguer de Santo     | Rasquera | masia        |         | 40° 56′ 57″ N, 0° 38′ 05″ E / 40.949284688154°N,0.634816785683978°E  |           |                     | Modifica les dades a Wikidata |
|        | Mas d'Emílio Llacuna          | Rasquera | masia        |         | 40° 58′ 57″ N, 0° 34′ 17″ E / 40.9823826813702°N,0.571435943570314°E |           |                     | Modifica les dades a Wikidata |
|        | Mas d'en Turc                 | Rasquera | masia        |         | 40° 58′ 38″ N, 0° 34′ 38″ E / 40.9773010866482°N,0.577350911472897°E |           |                     | Modifica les dades a Wikidata |
|        | Mas de Catxai                 | Rasquera | masia        |         | 40° 59′ 54″ N, 0° 34′ 34″ E / 40.9982415249194°N,0.576013261646669°E |           |                     | Modifica les dades a Wikidata |
|        | Mas de Cisco de Badiol        | Rasquera | masia        |         | 40° 57′ 40″ N, 0° 38′ 44″ E / 40.9611980134789°N,0.645655436104914°E |           |                     | Modifica les dades a Wikidata |
|        | Mas de Cisco de l'Envestina   | Rasquera | masia        |         | 41° 00′ 48″ N, 0° 36′ 41″ E / 41.0133226042248°N,0.611526591447788°E |           |                     | Modifica les dades a Wikidata |
|        | Mas de Cisquet de l'Olla      | Rasquera | masia        |         | 40° 57′ 48″ N, 0° 39′ 10″ E / 40.9634701789014°N,0.652834796957503°E |           |                     | Modifica les dades a Wikidata |
|        | Mas de Crescenti              | Rasquera | masia        |         | 40° 57′ 10″ N, 0° 37′ 44″ E / 40.9527130948949°N,0.628956109352889°E |           |                     | Modifica les dades a Wikidata |
|        | Mas de Fletxa                 | Rasquera | masia        |         | 41° 00′ 13″ N, 0° 35′ 19″ E / 41.0034861478785°N,0.588578452128275°E |           |                     | Modifica les dades a Wikidata |
|        | Mas de Floro                  | Rasquera | masia        |         | 40° 58′ 28″ N, 0° 38′ 19″ E / 40.974386600764°N,0.63849168386142°E   |           |                     | Modifica les dades a Wikidata |
|        | Mas de Franxo                 | Rasquera | masia        |         | 40° 57′ 47″ N, 0° 38′ 48″ E / 40.963094893874°N,0.646799988337652°E  |           |                     | Modifica les dades a Wikidata |
|        | Mas de Fuster                 | Rasquera | masia        |         | 40° 58′ 48″ N, 0° 37′ 32″ E / 40.9800448506073°N,0.625647524707153°E |           |                     | Modifica les dades a Wikidata |
|        | Mas de Gaietano               | Rasquera | masia        |         | 40° 59′ 15″ N, 0° 37′ 27″ E / 40.9873844980803°N,0.624278660259491°E |           |                     | Modifica les dades a Wikidata |
|        | Mas de Garboi                 | Rasquera | masia        |         | 41° 00′ 05″ N, 0° 37′ 13″ E / 41.0014166566067°N,0.620302924444101°E |           |                     | Modifica les dades a Wikidata |
|        | Mas de Garrido                | Rasquera | masia        |         | 40° 57′ 09″ N, 0° 37′ 17″ E / 40.952419108994°N,0.62145463316703°E   |           |                     | Modifica les dades a Wikidata |
|        | Mas de Garrupo                | Rasquera | masia        |         | 40° 58′ 11″ N, 0° 35′ 37″ E / 40.969852784535°N,0.59349651897258°E   |           |                     | Modifica les dades a Wikidata |
|        | Mas de Gavatxo de Pinyolet    | Rasquera | masia        |         | 40° 59′ 15″ N, 0° 38′ 05″ E / 40.9874652766588°N,0.634771714959965°E |           |                     | Modifica les dades a Wikidata |
|        | Mas de Joan de Martina        | Rasquera | masia        |         | 41° 00′ 03″ N, 0° 36′ 10″ E / 41.0009480798295°N,0.602914139005106°E |           |                     | Modifica les dades a Wikidata |
|        | Mas de Joan de Micola         | Rasquera | masia        |         | 40° 59′ 58″ N, 0° 37′ 31″ E / 40.999445096177°N,0.625153192302873°E  |           |                     | Modifica les dades a Wikidata |
|        | Mas de Joan de Pere           | Rasquera | masia        |         | 40° 58′ 40″ N, 0° 36′ 44″ E / 40.9778151553687°N,0.612333184613402°E |           |                     | Modifica les dades a Wikidata |
|        | Mas de Joan del Cego          | Rasquera | masia        |         | 40° 57′ 02″ N, 0° 37′ 59″ E / 40.9505106515991°N,0.633109804507031°E |           |                     | Modifica les dades a Wikidata |
|        | Mas de Joan del Guarda        | Rasquera | masia        |         | 40° 57′ 15″ N, 0° 38′ 14″ E / 40.9542443403526°N,0.637289090506973°E |           |                     | Modifica les dades a Wikidata |
|        | Mas de Joanet de Salvador     | Rasquera | masia        |         | 41° 00′ 32″ N, 0° 36′ 24″ E / 41.0088143997115°N,0.606529002073048°E |           |                     | Modifica les dades a Wikidata |
|        | Mas de Joaquim del Ploron     | Rasquera | masia        |         | 40° 57′ 10″ N, 0° 39′ 31″ E / 40.9529153975423°N,0.658673892806831°E |           |                     | Modifica les dades a Wikidata |
|        | Mas de Josep de Melic         | Rasquera | masia        |         | 40° 56′ 54″ N, 0° 39′ 36″ E / 40.9484009458038°N,0.659914503101981°E |           |                     | Modifica les dades a Wikidata |
|        | Mas de Josep de Triper        | Rasquera | masia        |         | 40° 57′ 03″ N, 0° 38′ 11″ E / 40.9509026555737°N,0.636410354899307°E |           |                     | Modifica les dades a Wikidata |
|        | Mas de Juastrell de Manera    | Rasquera | masia        |         | 40° 59′ 09″ N, 0° 36′ 43″ E / 40.9857705497702°N,0.61199855342532°E  |           |                     | Modifica les dades a Wikidata |
|        | Mas de Llans                  | Rasquera | masia        |         | 40° 56′ 43″ N, 0° 37′ 38″ E / 40.9451740703787°N,0.627206481522821°E |           |                     | Modifica les dades a Wikidata |
|        | Mas de Manelo                 | Rasquera | masia        |         | 40° 58′ 47″ N, 0° 38′ 38″ E / 40.9796194905631°N,0.643978025587261°E |           |                     | Modifica les dades a Wikidata |
|        | Mas de Maneto                 | Rasquera | masia        |         | 40° 59′ 47″ N, 0° 37′ 06″ E / 40.9963587279667°N,0.618321263303664°E |           |                     | Modifica les dades a Wikidata |
|        | Mas de Mingo del Canyissaret  | Rasquera | masia        |         | 41° 00′ 39″ N, 0° 36′ 16″ E / 41.0107452196967°N,0.604520878743348°E |           |                     | Modifica les dades a Wikidata |
|        | Mas de Miquel de la Santa     | Rasquera | masia        |         | 40° 57′ 00″ N, 0° 39′ 29″ E / 40.9499211839386°N,0.658043163627262°E |           |                     | Modifica les dades a Wikidata |
|        | Mas de Nieves de Triper       | Rasquera | masia        |         | 40° 58′ 01″ N, 0° 38′ 52″ E / 40.9668809386858°N,0.64782995626993°E  |           |                     | Modifica les dades a Wikidata |
|        | Mas de Pellissa               | Rasquera | masia        |         | 41° 00′ 40″ N, 0° 37′ 29″ E / 41.011161755377°N,0.624637157476253°E  |           |                     | Modifica les dades a Wikidata |
|        | Mas de Pepe de Constantí      | Rasquera | masia        |         | 40° 56′ 21″ N, 0° 37′ 33″ E / 40.939211393491°N,0.625899605375891°E  |           |                     | Modifica les dades a Wikidata |
|        | Mas de Pepito de Colau        | Rasquera | masia        |         | 40° 56′ 17″ N, 0° 38′ 17″ E / 40.9381395011134°N,0.638172178980556°E |           |                     | Modifica les dades a Wikidata |
|        | Mas de Petxo                  | Rasquera | masia        |         | 41° 00′ 01″ N, 0° 36′ 01″ E / 41.0001991595623°N,0.600254383839682°E |           |                     | Modifica les dades a Wikidata |
|        | Mas de Pinyol                 | Rasquera | masia        |         | 41° 00′ 15″ N, 0° 35′ 39″ E / 41.0040561301417°N,0.594300359224204°E |           |                     | Modifica les dades a Wikidata |
|        | Mas de Pio de la Joaneta      | Rasquera | masia        |         | 40° 57′ 28″ N, 0° 38′ 12″ E / 40.9576701646756°N,0.636560923703304°E |           |                     | Modifica les dades a Wikidata |
|        | Mas de Pota                   | Rasquera | masia        |         | 41° 00′ 03″ N, 0° 35′ 42″ E / 41.0009709478047°N,0.594935728529052°E |           |                     | Modifica les dades a Wikidata |
|        | Mas de Santo                  | Rasquera | masia        |         | 40° 58′ 20″ N, 0° 38′ 25″ E / 40.9723127571434°N,0.640363940235721°E |           |                     | Modifica les dades a Wikidata |
|        | Mas de Seniola de Berto       | Rasquera | masia        |         | 40° 58′ 37″ N, 0° 37′ 53″ E / 40.976940486286°N,0.63126973680285°E   |           |                     | Modifica les dades a Wikidata |
|        | Mas de Serafí                 | Rasquera | masia        |         | 40° 55′ 56″ N, 0° 36′ 44″ E / 40.932198639653°N,0.612136223568717°E  |           |                     | Modifica les dades a Wikidata |
|        | Mas de Tomàs d'Estrany        | Rasquera | masia        |         | 40° 56′ 54″ N, 0° 37′ 44″ E / 40.9482884328056°N,0.628853126187835°E |           |                     | Modifica les dades a Wikidata |
|        | Mas de Tomàs de Melo          | Rasquera | masia        |         | 40° 57′ 45″ N, 0° 39′ 06″ E / 40.9626361642273°N,0.651688017331088°E |           |                     | Modifica les dades a Wikidata |
|        | Mas de Valentí                | Rasquera | masia        |         | 40° 57′ 50″ N, 0° 39′ 18″ E / 40.9639462128148°N,0.654980536781946°E |           |                     | Modifica les dades a Wikidata |
|        | Mas de la Manxoleta           | Rasquera | masia        |         | 40° 56′ 35″ N, 0° 39′ 04″ E / 40.9429232597291°N,0.650996982575469°E |           |                     | Modifica les dades a Wikidata |
|        | Mas de les Bedres             | Rasquera | masia        |         | 41° 00′ 23″ N, 0° 36′ 30″ E / 41.0064385766675°N,0.608362861667736°E |           |                     | Modifica les dades a Wikidata |
|        | Mas del Comte                 | Rasquera | masia        |         | 41° 00′ 07″ N, 0° 37′ 54″ E / 41.001841906642°N,0.631760777851759°E  |           |                     | Modifica les dades a Wikidata |
|        | Maset de Bileu                | Rasquera | masia        |         | 41° 00′ 07″ N, 0° 37′ 41″ E / 41.0018461661914°N,0.628027388766977°E |           |                     | Modifica les dades a Wikidata |
|        | Masia de Cosp de Múrria       | Rasquera | masia        |         | 40° 57′ 43″ N, 0° 35′ 19″ E / 40.9618478135676°N,0.588657768834227°E |           |                     | Modifica les dades a Wikidata |
|        | Masia de les Codines          | Rasquera | masia        |         | 40° 59′ 34″ N, 0° 37′ 25″ E / 40.9926399878145°N,0.623614399790852°E |           |                     | Modifica les dades a Wikidata |
|        | Peçol de Blai                 | Rasquera | masia        |         | 40° 58′ 54″ N, 0° 34′ 50″ E / 40.9816650601849°N,0.580566645097577°E |           |                     | Modifica les dades a Wikidata |
|        | Peçols de Guerro              | Rasquera | masia        |         | 40° 57′ 57″ N, 0° 35′ 38″ E / 40.9657658967647°N,0.59382665811421°E  |           |                     | Modifica les dades a Wikidata |
|        | Rasqueres de Garrupo          | Rasquera | masia        |         | 40° 59′ 34″ N, 0° 35′ 19″ E / 40.9928493960448°N,0.588609664600454°E |           |                     | Modifica les dades a Wikidata |
|        | Rasqueres de Pinyol           | Rasquera | masia        |         | 40° 59′ 29″ N, 0° 35′ 09″ E / 40.9913321508605°N,0.585835790361455°E |           |                     | Modifica les dades a Wikidata |
|        | Seniola de Miquelet           | Rasquera | masia        |         | 40° 58′ 12″ N, 0° 37′ 53″ E / 40.9701000110961°N,0.631292457661373°E |           |                     | Modifica les dades a Wikidata |
|        | Seniola de l'Alió             | Rasquera | masia        |         | 40° 58′ 28″ N, 0° 37′ 19″ E / 40.9743484427878°N,0.621965711598986°E |           |                     | Modifica les dades a Wikidata |
|        | Seniola de la Bàrbara         | Rasquera | masia        |         | 40° 58′ 32″ N, 0° 37′ 27″ E / 40.9754178642455°N,0.624030847559865°E |           |                     | Modifica les dades a Wikidata |
|        | Terracuques de Llebre         | Rasquera | masia        |         | 40° 58′ 41″ N, 0° 35′ 40″ E / 40.977977791342°N,0.59438955528824°E   |           |                     | Modifica les dades a Wikidata |
|        | el Xoriguer de Pota           | Rasquera | masia        |         | 40° 56′ 19″ N, 0° 37′ 23″ E / 40.9386736856124°N,0.622973143361216°E |           |                     | Modifica les dades a Wikidata |
|        | la Roja de Badiol             | Rasquera | masia        |         | 40° 57′ 41″ N, 0° 38′ 46″ E / 40.9614701911265°N,0.646192332927621°E |           |                     | Modifica les dades a Wikidata |
|        | la Roja de Blai               | Rasquera | masia        |         | 40° 58′ 12″ N, 0° 38′ 41″ E / 40.970007862673°N,0.64458963051642°E   |           |                     | Modifica les dades a Wikidata |
|        | la Roja de Pinyol             | Rasquera | masia        |         | 40° 58′ 34″ N, 0° 38′ 27″ E / 40.976235362638°N,0.6408026311859°E    |           |                     | Modifica les dades a Wikidata |
|        | la Roja de Sancho             | Rasquera | masia        |         | 40° 58′ 14″ N, 0° 38′ 26″ E / 40.9706795059163°N,0.640659834962884°E |           |                     | Modifica les dades a Wikidata |
|        | les Pedres                    | Rasquera | masia        |         | 41° 01′ 01″ N, 0° 36′ 13″ E / 41.016901590567°N,0.60367586081256°E   |           |                     | Modifica les dades a Wikidata |

## muntanya
| imatge | Nom                    | Ubicat a                    | instància de | Detalls | coordenades                                                                 | Protecció | Commons (més fotos) | Dades a WD                    |
| ------ | ---------------------- | --------------------------- | ------------ | ------- | --------------------------------------------------------------------------- | --------- | ------------------- | ----------------------------- |
|        | Coll Femer             | Rasquera                    | muntanya     |         | 40° 57′ 40″ N, 0° 37′ 18″ E / 40.9611°N,0.621661°E 308.5 msnm               |           |                     | Modifica les dades a Wikidata |
|        | Coll de Miravet        | Rasquera Benifallet         | muntanya     |         | 40° 59′ 48″ N, 0° 34′ 16″ E / 40.9967°N,0.571139°E 238.5 msnm               |           |                     | Modifica les dades a Wikidata |
|        | Coll de Pins           | Rasquera                    | muntanya     |         | 40° 59′ 15″ N, 0° 35′ 37″ E / 40.9874138161°N,0.593574351565°E 500 msnm     |           | Coll de Pins        | Modifica les dades a Wikidata |
|        | Coll de Viamar         | Rasquera                    | muntanya     |         | 40° 56′ 17″ N, 0° 37′ 40″ E / 40.93793056°N,0.62787778°E 317.1 msnm         |           |                     | Modifica les dades a Wikidata |
|        | Creu de Santos         | Tivenys Benifallet Rasquera | muntanya     |         | 40° 56′ 26″ N, 0° 35′ 10″ E / 40.9406887493°N,0.586018857692°E 942 msnm     |           | La Creu de Santos   | Modifica les dades a Wikidata |
|        | Lo Coll Pelat          | Rasquera Benifallet         | muntanya     |         | 40° 57′ 09″ N, 0° 35′ 31″ E / 40.95261111°N,0.59186111°E 769.9 msnm         |           |                     | Modifica les dades a Wikidata |
|        | Moles de Penauba       | Rasquera                    | muntanya     |         | 40° 59′ 11″ N, 0° 36′ 00″ E / 40.9864°N,0.600011°E 461.8 msnm               |           |                     | Modifica les dades a Wikidata |
|        | Moleta Redona          | Rasquera                    | muntanya     |         | 40° 58′ 59″ N, 0° 35′ 42″ E / 40.98316944°N,0.59507222°E 454.4 msnm         |           |                     | Modifica les dades a Wikidata |
|        | Punta de l'Àliga       | Rasquera                    | muntanya     |         | 40° 57′ 26″ N, 0° 37′ 34″ E / 40.9572°N,0.6261°E 339.5 msnm                 |           |                     | Modifica les dades a Wikidata |
|        | Tossa de Viamar        | Rasquera el Perelló         | muntanya     |         | 40° 56′ 04″ N, 0° 36′ 19″ E / 40.934444444444°N,0.60527777777778°E 766 msnm |           |                     | Modifica les dades a Wikidata |
|        | Tossalet de la Granada | Rasquera el Perelló         | muntanya     |         | 40° 56′ 37″ N, 0° 39′ 19″ E / 40.94355556°N,0.65513889°E 219.7 msnm         |           |                     | Modifica les dades a Wikidata |
|        | les Picòssies          | Benifallet Rasquera         | muntanya     |         | 40° 57′ 49″ N, 0° 35′ 04″ E / 40.963486°N,0.58437°E 772 msnm                |           | Les Picòssies       | Modifica les dades a Wikidata |

## passatge
| imatge | Nom                          | Ubicat a | instància de | Detalls                     | coordenades                                                                    | Protecció                                  | Commons (més fotos)          | Dades a WD                    |
| ------ | ---------------------------- | -------- | ------------ | --------------------------- | ------------------------------------------------------------------------------ | ------------------------------------------ | ---------------------------- | ----------------------------- |
|        | Perxe de Rasquera            | Rasquera | passatge     | Estil: arquitectura popular | 41° 00′ 07″ N, 0° 35′ 51″ E / 41.002001°N,0.597554°E                           | bé integrant del patrimoni cultural català |                              | Modifica les dades a Wikidata |
|        | Perxe del carrer del Pou     | Rasquera | passatge     | Estil: arquitectura popular | 41° 00′ 07″ N, 0° 35′ 51″ E / 41.001864°N,0.597422°E                           | bé integrant del patrimoni cultural català | Perxe del carrer del Pou     | Modifica les dades a Wikidata |
|        | Perxe i escaletes de Ca Blai | Rasquera | passatge     | Estil: arquitectura popular | 41° 00′ 06″ N, 0° 35′ 50″ E / 41.001761°N,0.597236°E ca:C. de Dalt, 6 181 msnm | bé integrant del patrimoni cultural català | Perxe i escaletes de Ca Blai | Modifica les dades a Wikidata |

## pont
| imatge | Nom                  | Ubicat a | instància de | Detalls | coordenades                                                          | Protecció | Commons (més fotos) | Dades a WD                    |
| ------ | -------------------- | -------- | ------------ | ------- | -------------------------------------------------------------------- | --------- | ------------------- | ----------------------------- |
|        | Pont de la Pedraleta | Rasquera | pont         |         | 40° 59′ 48″ N, 0° 37′ 13″ E / 40.9965857873256°N,0.620155777130411°E |           |                     | Modifica les dades a Wikidata |
|        | Pont del Floro       | Rasquera | pont         |         | 40° 58′ 24″ N, 0° 38′ 14″ E / 40.9732371182434°N,0.637122266330355°E |           |                     | Modifica les dades a Wikidata |

## vèrtex geodèsic
| imatge | Nom               | Ubicat a | instància de    | Detalls   | coordenades                                                       | Protecció | Commons (més fotos) | Dades a WD                    |
| ------ | ----------------- | -------- | --------------- | --------- | ----------------------------------------------------------------- | --------- | ------------------- | ----------------------------- |
|        | La Creu de Santos | Rasquera | vèrtex geodèsic | Alt: 1.2m | 40° 56′ 26″ N, 0° 35′ 10″ E / 40.940673°N,0.586012°E 941.978 msnm |           |                     | Modifica les dades a Wikidata |
|        | Pins              | Rasquera | vèrtex geodèsic | Alt: 1.2m | 40° 59′ 15″ N, 0° 35′ 37″ E / 40.987406°N,0.593586°E 499.741 msnm |           |                     | Modifica les dades a Wikidata |

## Misc
| imatge | Nom                               | Ubicat a                                    | instància de                                   | Detalls                                                  | coordenades                                                                                         | Protecció                                  | Commons (més fotos)    | Dades a WD                    |
| ------ | --------------------------------- | ------------------------------------------- | ---------------------------------------------- | -------------------------------------------------------- | --------------------------------------------------------------------------------------------------- | ------------------------------------------ | ---------------------- | ----------------------------- |
|        | Abric de la Caparrella            | Rasquera                                    | jaciment arqueològic gruta amb art rupestre    |                                                          | 40° 56′ 26″ N, 0° 36′ 33″ E / 40.94043°N,0.60925°E                                                  | bé cultural d'interès nacional             |                        | Modifica les dades a Wikidata |
|        | Ca Pinyolet                       | Rasquera                                    | casa                                           | Estil: arquitectura popular                              | 41° 00′ 04″ N, 0° 35′ 52″ E / 41.001239°N,0.597718°E                                                | bé integrant del patrimoni cultural català |                        | Modifica les dades a Wikidata |
|        | Ebre                              | Cantàbria País Basc Navarra Aragó Catalunya | riu                                            | Desemboca: mar Mediterrània Llarg: 910km Conca: 86800km² | 43° 02′ 15″ N, 4° 22′ 12″ O / 43.0375°N,4.37°O 40° 43′ 43″ N, 0° 52′ 09″ E / 40.728527°N,0.869293°E |                                            | Ebro River             | Modifica les dades a Wikidata |
|        | Forn del Mas de Garrupo           | Rasquera                                    | teuleria                                       | Estil: arquitectura popular                              | | bé integrant del patrimoni cultural català |                        | Modifica les dades a Wikidata |
|        | Marges de Rasquera                | Rasquera                                    | edifici                                        | Estil: arquitectura popular                              | 41° 00′ 10″ N, 0° 36′ 13″ E / 41.002846°N,0.603712°E                                                | bé integrant del patrimoni cultural català |                        | Modifica les dades a Wikidata |
|        | Rasquera                          | Rasquera                                    | entitat singular de població capital municipal | 796 hab                                                  | 41° 00′ 10″ N, 0° 35′ 59″ E / 41.00267°N,0.59967°E 164 msnm                                         |                                            |                        | Modifica les dades a Wikidata |
|        | carrer del Castell i carrer Major | Rasquera                                    | carrer                                         | Estil: arquitectura popular                              | 41° 00′ 08″ N, 0° 35′ 49″ E / 41.002194°N,0.597048°E                                                | bé integrant del patrimoni cultural català |                        | Modifica les dades a Wikidata |
|        | casa consistorial de Rasquera     | Rasquera                                    | casa consistorial                              |                                                          | 41° 00′ 05″ N, 0° 35′ 50″ E / 41.0012589°N,0.5971901°E                                              |                                            |                        | Modifica les dades a Wikidata |
|        | cementiri de Rasquera             | Rasquera                                    | cementiri                                      |                                                          | 41° 00′ 00″ N, 0° 35′ 41″ E / 40.9999479631076°N,0.594687602537838°E                                |                                            |                        | Modifica les dades a Wikidata |
|        | el Sagrat Cor                     | Rasquera                                    | monument                                       |                                                          | 41° 00′ 02″ N, 0° 35′ 59″ E / 41.0004315263339°N,0.599734724055058°E                                |                                            |                        | Modifica les dades a Wikidata |
|        | la Creu                           | Rasquera                                    | edifici històric creu monumental               |                                                          | 41° 00′ 36″ N, 0° 36′ 20″ E / 41.0098729598296°N,0.60545618226807°E                                 |                                            |                        | Modifica les dades a Wikidata |
|        | nucli històric de Rasquera        | Rasquera                                    | centre històric                                | Estil: arquitectura popular                              | 41° 00′ 06″ N, 0° 35′ 49″ E / 41.001552°N,0.596937°E                                                | bé integrant del patrimoni cultural català | Vila Closa de Rasquera | Modifica les dades a Wikidata |
|        | pas de l'Ase                      | Benifallet Rasquera                         | collada                                        |                                                          | 40° 58′ 01″ N, 0° 34′ 48″ E / 40.967°N,0.5801°E 644.7 msnm                                          |                                            |                        | Modifica les dades a Wikidata |